# Restitutio in integrum
Restitutio in integrum est une locution latine qui signifie littéralement « restitution en entier » que l'on traduirait plutôt par « réparation intégrale ».
Il s'agit du mécanisme utilisé par la responsabilité civile. En droit, la restitutio in integrum  est la conséquence normale de l'annulation d'un contrat, c'est-à-dire le retour à l'état précontractuel. Il peut s'agir également du processus de réparation d'un dommage qui résulte de l'exécution unilatérale du contrat ; la réparation vise ainsi à empêcher un enrichissement sans cause de la part du défendeur au détriment du demandeur.
En droit communautaire, la restitutio in integrum désigne le rétablissement des droits en vertu de la Convention sur le brevet européen. Il s'agit d'un moyen de remédier à la disposition du demandeur ou du titulaire de brevet qui n'a pas respecté un délai malgré l'exercice de « toute la vigilance nécessitée par les circonstances ». La base juridique de cette voie de recours est prévue à l'article 122 de ladite convention. Si la demande en restitutio in integrum est reçue, le demandeur ou le breveté sera rétabli dans ses droits, comme si le délai avait été dûment rempli.